# فرانز بارتيلت
فرانز بارتيلت ولد في 7 أكتوبر 1949 فرانز بارتيلت هو هو روائي فرنسي، وكاتب قصص قصيرة، وشاعر، وكاتب مسرحي. فرانز بارتيلت هو ابن نجار من أصل بوميراني، ينحدر من المنطقة الواقعة على الحدود الألمانية-البولندية، ووالدته من منطقة نورماندي. استقرت عائلته في مقاطعة الأُور، حيث وُلد عام 1949، ثم انتقل إلى منطقة الأردين عندما كان في الرابعة من عمره. عاش في البداية في بولزيكور قبل أن يستقر في شارلفيل-ميزيير، المدينة التي ارتبط اسمها بالشاعر آرثر رامبو، مما جعلها بيئة ملهمة للشاب فرانز. بدأ شغفه بالأدب عندما تعلم القراءة من خلال الروايات البوليسية التي كانت والدته مولعة بها، وشرع في الكتابة وهو في سن الثالثة عشرة. غادر المدرسة في الرابعة عشرة وبدأ في العمل بمهن مختلفة لكسب لقمة العيش. في سن التاسعة عشرة، التحق بمصنع لتحويل الورق في جيفيه، وهي مدينة تحمل دلالة خاصة في مسيرته الأدبية التي كانت تتشكل آنذاك.

## المذكرات و المراجع
1. ↑  مذكور في: ملف استنادي متكامل. الوصول: 5 مايو 2014. لغة العمل أو لغة الاسم: الألمانية. المُؤَلِّف: مكتبة ألمانيا الوطنية.
2. ↑  مذكور في: استنادات المكتبة الوطنية الفرنسية. مُعرِّف المكتبة الوطنية الفرنسية (BnF): 130238765. الوصول: 10 أكتوبر 2015. المُؤَلِّف: المكتبة الوطنية الفرنسية. لغة العمل أو لغة الاسم: الفرنسية.
3. ↑  Thierry Clermont, Franz Bartelt, forçat de la plume, لو فيغارو, 13 mars 2014 نسخة محفوظة 2023-06-07 على موقع واي باك مشين.
4. ↑  Thierry Clermont, Franz Bartelt, forçat de la plume, لو فيغارو, 13 mars 2014 نسخة محفوظة 2024-12-04 على موقع واي باك مشين.